# Holbæk Amt

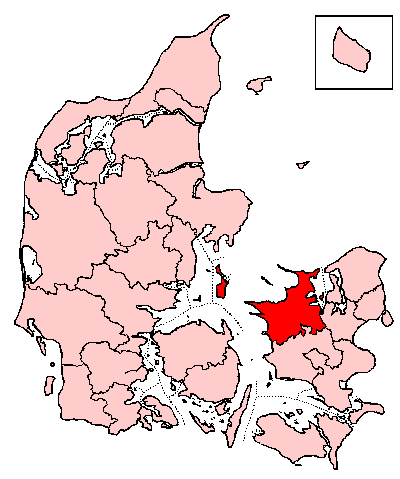
Lage des Holbæk Amt in Dänemark

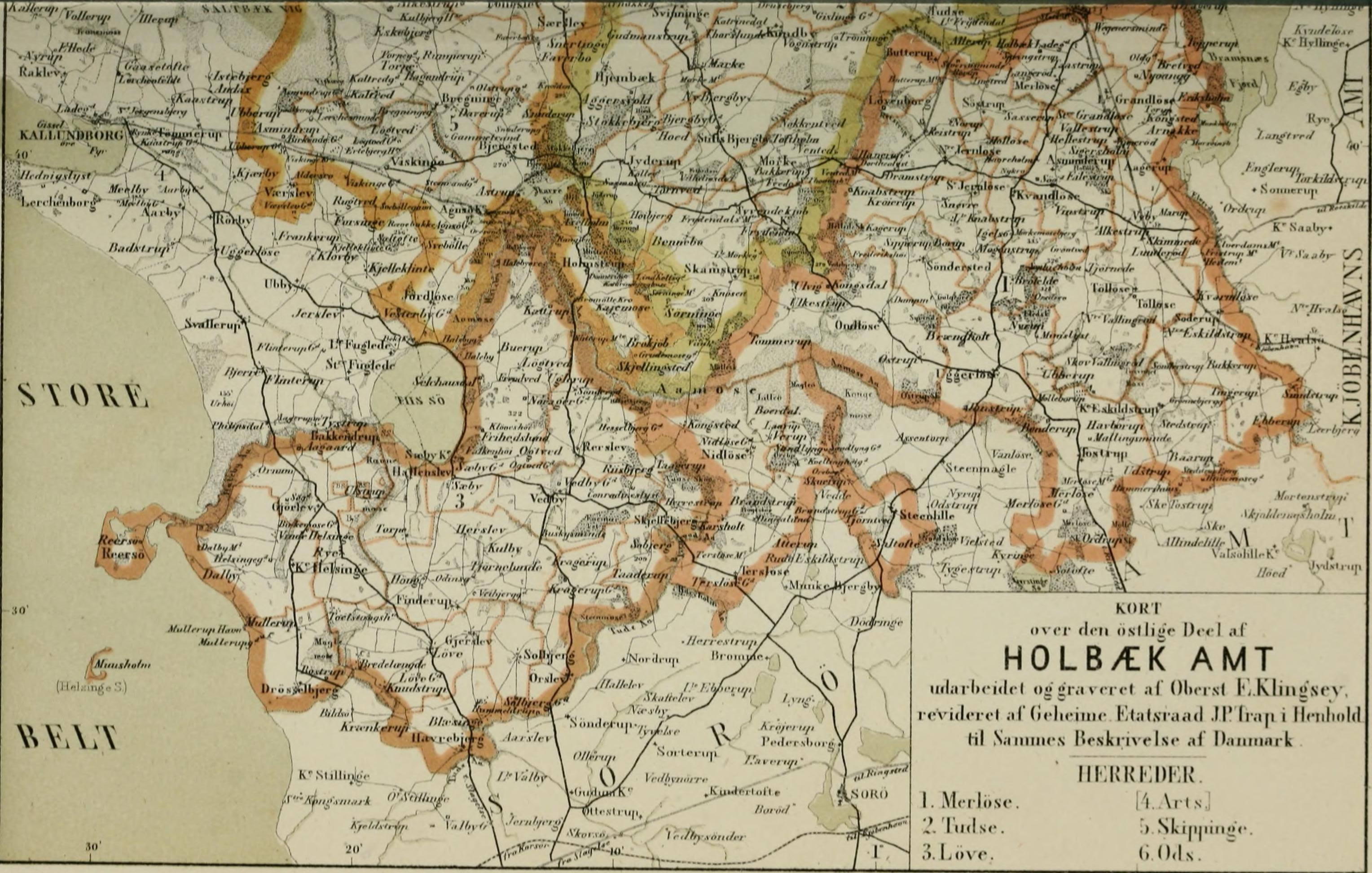
Holbæk Amt ca. 1872

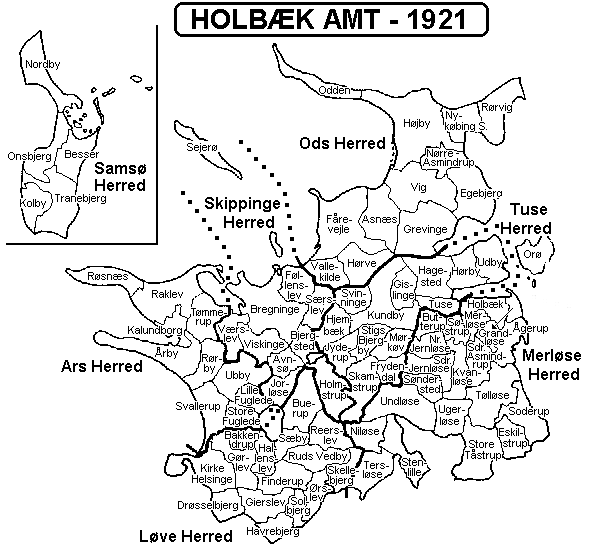
Holbæk Amt 1921

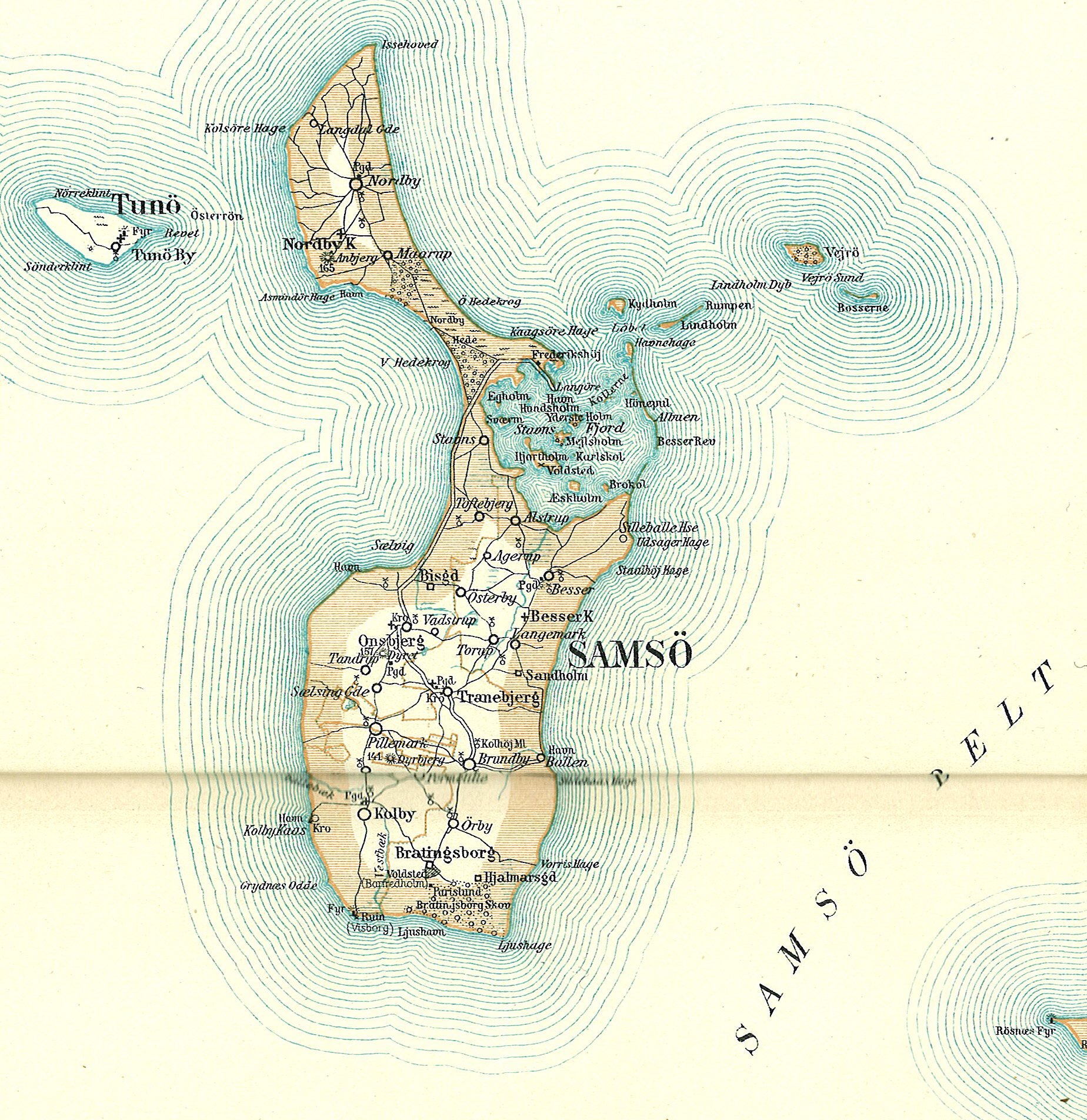
Samsø gehörte bis zur Kommunalreform 1970 zum Holbæk Amt

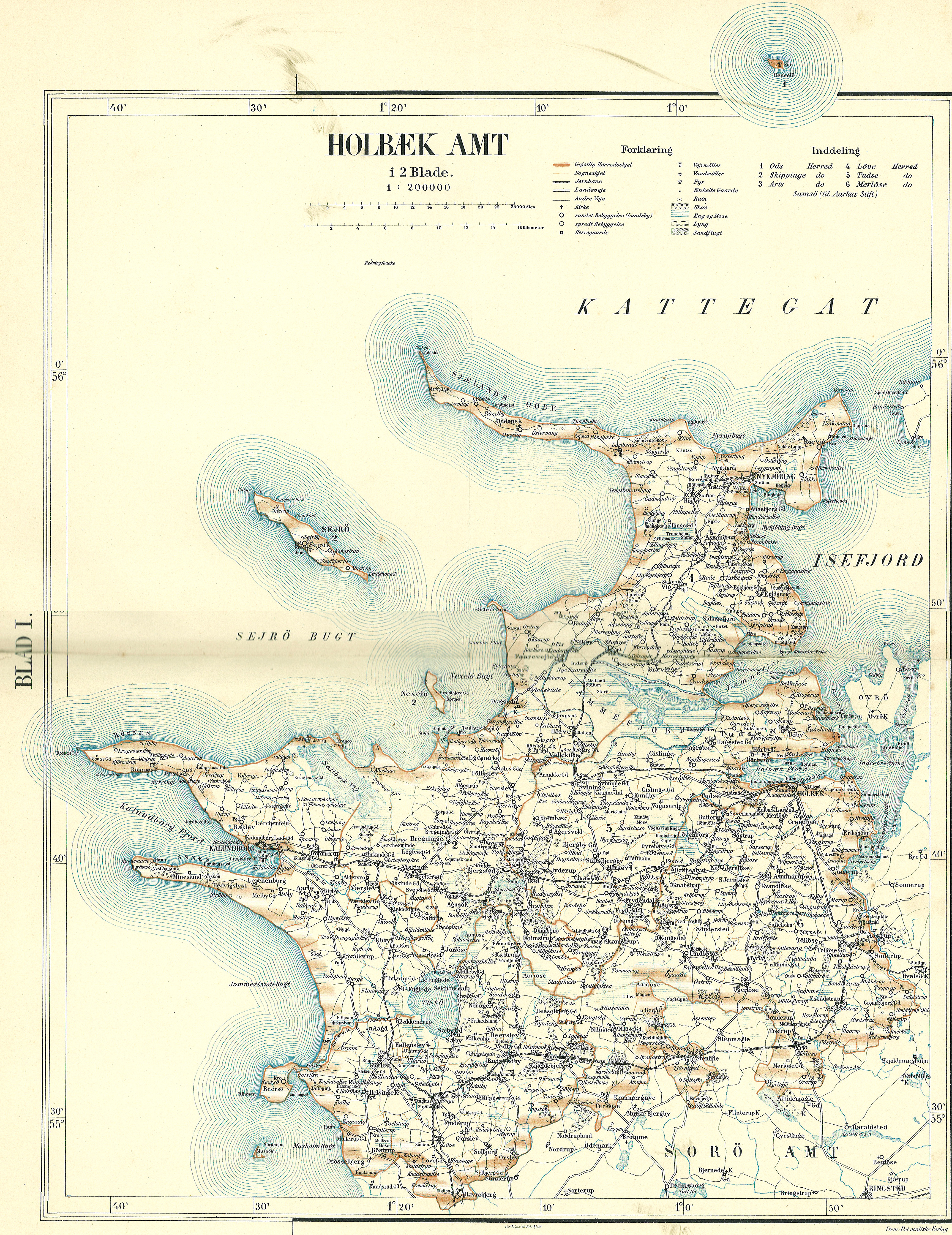
Holbæk Amt ca. 1900

Holbæk Amt (benannt nach der Stadt Holbæk) war bis zur dänischen Kommunalreform zum 1. April 1970 eines der damaligen Ämter in Dänemark. Das Amt entstand zunächst 1793 durch Zusammenlegung des damaligen Holbæk Amt mit den bereits 1671 zusammengelegten Ämtern Kalundborg Amt, Sæbygård Amt und Dragsholm Amt. Die im Amtsgebiet liegenden Städte (dän.: Købstad) Holbæk, Kalundborg und Nykøbing Sjælland kamen erst im Jahre 1800 unter die Verwaltung des Amtes. 1970 wurden Sorø Amt und Holbæk Amt (mit Ausnahme der Insel Samsø, die zum Århus Amt kam) zum Vestsjællands Amt zusammengelegt, welches im Zuge der Kommunalreform 2007 in der Region Sjælland aufging.
Das Amt bestand damit aus sieben Harden (dän.: Herred):
- Ods Herred
- Skippinge Herred
- Tuse Herred
- Ars Herred
- Løve Herred
- Merløse Herred
- Samsø Herred

Das Amt hat mit 317 erhaltene Megalithanlagen (z. B. Großsteingräber von Aldersro, Dolmen von Jyderup, Korshøj, Offerstenen in Hornbæk, Ormshøj, Rævehøj von Dalby, Regnershøj, Troldhøj (Stenstrup)) die größte Dichte in Dänemark.